# Bundestagswahlkreis Bochum II – Ennepe-Ruhr-Kreis II
Der Bundestagswahlkreis Bochum II – Ennepe-Ruhr-Kreis II war von 1965 bis 2002 ein Wahlkreis in Nordrhein-Westfalen. Er umfasste zuletzt die Bochumer Stadtbezirke Süd, Ost und Nord ohne die Stadtteile Bergen und Hiltrop sowie vom Ennepe-Ruhr-Kreis die Stadt Witten. Bis 1975 war die Stadt Witten kreisfreie Stadt, so dass der Wahlkreis mit ähnlichem Territorium von 1965 bis zum Jahr 1980 Bochum – Witten hieß.
Zur Bundestagswahl 2002 wurde der Wahlkreis aufgelöst. Seitdem gehören die Bochumer Stadtbezirke Nord und Ost zum Wahlkreis Herne – Bochum II, der Stadtbezirk Süd zum Wahlkreis Bochum I und Witten zum Wahlkreis Ennepe-Ruhr-Kreis II. Der Wahlkreis wurde stets von Kandidaten der SPD gewonnen, zuletzt von Christel Humme.

## Wahlkreissieger
| Wahl | Name             | Partei | Erststimmen |
| ---- | ---------------- | ------ | ----------- |
| 1998 | Christel Humme   | SPD    | 59,9 %      |
| 1994 | Klaus Lohmann    | SPD    | 56,6 %      |
| 1990 | Klaus Lohmann    | SPD    | 55,5 %      |
| 1987 | Klaus Lohmann    | SPD    | 57,8 %      |
| 1983 | Klaus Lohmann    | SPD    | 58,5 %      |
| 1980 | Herbert Baack    | SPD    | 61,3 %      |
| 1976 | Herbert Baack    | SPD    | 62,2 %      |
| 1972 | Herbert Baack    | SPD    | 66,8 %      |
| 1969 | Herbert Baack    | SPD    | 61,7 %      |
| 1965 | Gustav Heinemann | SPD    | 60,1 %      |

## Bundestagsabgeordnete durch Landesliste aus dem Wahlkreis
- 1953–1965: Richard Oetzel, MdB (CDU) (Landesliste)
- 1965–1976: Gerd Springorum, MdB (CDU) (Landesliste)
- 1980–2002: Norbert Lammert, MdB (CDU) (Landesliste)

## Wahlkreisgeschichte
| Wahl      | Wahlkreisname                        | Gebiet |
| --------- | ------------------------------------ | --- |
| 1965–1976 | 118 Bochum – Witten                  | Von Bochum das östliche Stadtgebiet mit den Stadtteilen Gerthe, Werne, Harpen, Werne und Langendreer sowie die anfangs noch kreisfreie Stadt Witten |
| 1980–1994 | 111 Bochum II – Ennepe-Ruhr-Kreis II | Von Bochum die Stadtbezirke Süd, Ost und Nord, vom Ennepe-Ruhr-Kreis die Stadt Witten                                                               |
| 1998      | 111 Bochum II – Ennepe-Ruhr-Kreis II | Von Bochum die Stadtbezirke Süd, Ost und Nord ohne die Stadtteile Bergen und Hiltrop, vom Ennepe-Ruhr-Kreis die Stadt Witten                        |

Die ehemals kreisfreie Stadt Witten gehört seit 1975 zum Ennepe-Ruhr-Kreis.